# Притчард, Чарльз
Чарльз Притчард (Charles Pritchard, 1808—1893) — английский астроном и педагог; доктор богословия.

## Биография
Чарльз Притчард родился 29 февраля 1808 года в Шропшире.
Получив образование долгое время был преподавателем в средних учебных заведениях и только в возрасте 62-х лет начал астрономическую карьеру, заняв место профессора и директора обсерватории в Оксфорде. Его деятельность почти исключительно была посвящена астрофотографии и фотометрии.
Притчард первый применил фотографии к исследованию либрации Луны и определению параллаксов звёзд. Он улучшил устройство клинового фотометра, получившего теперь широкое применение. Результатом его фотометрических работ была «Uranometria nova Oxoniensis» (1885), заключающая определения яркости 2784 звёзд.
В 1892 году учёный был награждён Королевской медалью Лондонского королевского общества.
Чарльз Притчард умер 28 мая 1893 года в Оксфорде.